# EMS Synthi A

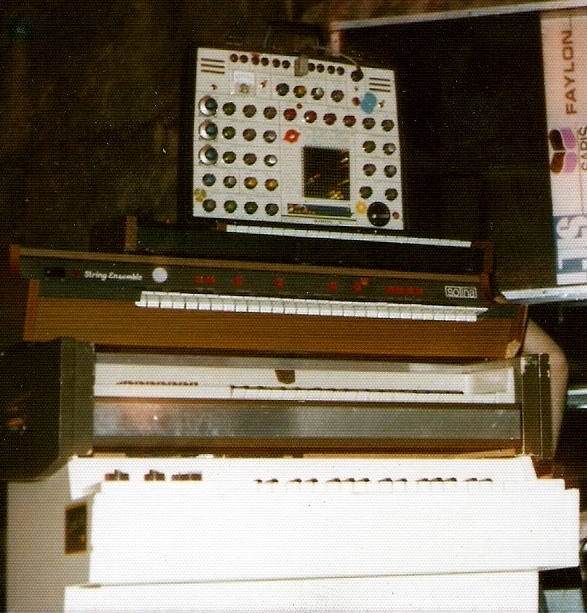
EMS SynthiA (nahoře) použitý při vystoupení progressive rockové kapely; pod ním se nacházejí: ARP String Ensemble, Elka Rhapsody, a M400 Mellotron

EMS Synthi je přenosný analogový syntezátor (elektronický hudební nástroj) vyrobený firmou Electronic Music Studios (EMS Ltd), sídlící v Londýně, v roce 1971. Používá stejnou elektroniku jako VCS 3, je však umístěn do kufříku Spartanite. Díky tomu je více kompaktnější a umožňuje snadnější a bezpečnější transport. Na rozdíl od syntezátorů Moog nepoužívá propojovací kabely, ale matici, na které se použitím kolíčků propojuje vstup s výstupem.
Později byl do Synthi AKS začleněn ve víku digitální sekvencer. Zadávání tónů se provádí citlivou kapacitní klávesnicí Buchla.
Snad nejvýznamnější použití tohoto syntezátoru je ve skladbě "On the Run" progresive-rockové skupiny Pink Floyd z jejich alba Dark Side of the Moon vydaného v roce 1973.
Synthi se stále vyrábí, ale čekací doba na doručení je 18 měsíců, navíc má mírné odlišnosti od originálních syntezátorů ze 70. let. Všechny verze jsou velmi vzácné a drahé. V roce 2009 byla cena  mezi 7500 a 12 000 dolary. Samotný KS sekvencer se v roce 2006 prodával za 3500 dolarů